# Кана (язык)
Кана, или кхана (Kana, Ogoni) — один из кегбоидных языков (языков огони), на котором говорит часть народа огони в деревне Виисое района местного управления Орук-Анам штата Аква-Ибом и в районе местного управления Кхана штата Риверс в Нигерии.
У кхана существуют диалекты баббе, буе, йегхе, кен-кхана, норкхана, ньо-кана, также похож на языки гокана и тее. Кхана — крупнейший язык огоноидных групп и поэтому носители баан, гокана и тее склоняются к изучению этого языка.